# Culture des céréales au XVIIIe siècle
Cet article présente l'historie de la culture des céréales au XVIIIe siècle.

## XVIIIesiècle
Le rendement en blé progresse au XVIIIe siècle par une application plus rigoureuse de principes agraires anciens : sur la base des écrits de Vauban du début du siècle, l'historien Jean Meuvret l'évalue à 8,5 hectolitres à l'hectare pour du froment en bonne terre. À l'autre bout du siècle, les calculs de Lavoisier permettent d'imaginer 12,5 hectolitres à l'hectare dans les pays de grandes cultures.
La demande croît plus vite que l'offre, stimulant les exportations de riz d'Égypte, de blé roumain et de céréales irlandaises, créant aussi les principales crises céréalières, moments de l'intervention maximale de la police dans le ravitaillement, et de bénéfices rapides et énormes pour les détenteurs de grains, mais aussi de surveillance, persécution, faillite et justice sommaire populaire. Les quatre périodes de crise :
- 1709-1710 ;
- 1725-1726 ;
- 1738-1742 ;
- 1765-1775[2].

Selon Pierre Le Pesant de Boisguilbert et son Traité de la nature, culture, le petit paysan est plus touché par les crises de sous-production que le gros car il n’a plus rien à vendre. Seul le gros producteur, capable de stocker et vendre plus loin, tire profit de la flambée des cours des céréales. Dans la situation inverse, quand une excellente récolte fait chuter les cours, le petit a dégagé un surplus et donc un petit bénéfice malgré les faibles prix. En revanche, le gros y perd nettement car il n'a plus de visibilité pour investir.
Dans les deux dernières décennies du siècle, le commerce du blé bascule de la mer Baltique vers la mer Noire, quand les Prussiens ruinent la république des Deux Nations, par d'énormes droits de douane après le premier partage de la Pologne, qui l'isole de la mer Baltique en 1772. Privé de débouchés, le Sud de la Pologne (la future Ukraine) se tourne vers le Dniestr et le Boug méridional, qui s’écoulent vers la mer Noire, « sans glace » l'hiver. Catherine II de Russie vient justement de gagner Azov, Kertch, les districts de Kouban et la liberté de navigation sur la mer Noire après la première guerre russo-turque (1768-1774). Elle fonde en juin 1778 Kherson, à l'embouchure de Dniepr sur la mer Noire, futur entrepôt des marchandises russes pour le commerce vers la Méditerranée, pendant méridional de Saint-Pétersbourg.
En Chine, l'empereur Kang Xi, vers 1700, passionné d'agriculture, demande à ses agronomes d'isoler les variétés qui mûrissent avant les autres, donnant naissance à celle du « riz impérial », adapté au climat du nord de la Chine,.

### Années 1700
Le prix du blé double quasiment au cours de la décennie en France, selon l'économiste Jean Fourastié, déclenchant la grande famine de 1709, alors que le salaire horaire stagne :
| Années                                     | 1701 | 1702 | 1703 | 1704 | 1705 | 1706 | 1707 | 1708 | 1709 |
| Prix observé du quintal de blé (en livres) | 19,5 | 14,5 | 14,8 | 14,1 | 13,2 | 11,6 | 10,6 | 16,5 | 36,8 |
| Prix réel (ajusté du salaire horaire)      | 433  | 321  | 330  | 314  | 293  | 259  | 237  | 367  | 818  |

#### L'analyse de Jean Fourastié, le prix horaire et le mélange blé-seigle
Les progrès du machinisme agricole depuis la fin du XVIIe siècle furent analysés par Jean Fourastié, conseiller de Jean Monnet, puis chef du service économie au commissariat général du Plan, passionné par l'observation des prix réel à long terme, déduits des variations de la monnaie, car ramené au salaire nominal. Vers 1700, un kilogramme de blé coûtait 3 salaires horaires. Au XVIIIe siècle, en moyenne, les salariés les moins rémunérés et les agriculteurs non- salariés doivent travailler deux heures pour produire ou acheter un kilogramme de blé, ce qui explique que leur consommation soit à 80 % de la nourriture, et seulement des sommes insignifiantes consacrées au logement et à l’habillement. Les céréales sont alors consommées sous la forme de méteil, traditionnel mélange de blé et seigle, réservé à l'alimentation humaine.
Les aléas, essentiellement climatiques, ont alors une grande influence sur la production du blé : la rareté fait croître le prix. Un agriculteur nourrissait mal 1,7 personne, lui inclus, vers 1700, puis les choses s'aggravent : la grande famine de 1709 est causée par un hiver très rigoureux en France. Les récoltes gèlent, la mortalité s'envole. Il faut 817 salaires horaires pour un quintal de blé, soit un à deux kilogrammes de blé pour une longue journée de travail. Depuis, le prix réel du blé baisse régulièrement. Trois siècles plus tard il suffit de travailler environ une heure au SMIC pour avoir assez de blé pour manger pendant cent jours.

#### Semoir de Jethro Tull en 1701 etCoffee Housede Lloyd en 1709
Le perfectionnement en 1701 d'un semoir traitant trois rangées à la fois, puis de la herse et de la charrue par l'anglais Jethro Tull (agronome), permit d'améliorer la technique de semaille. Le résultat en est une augmentation du taux de germination, et une récolte accrue. Alors que le territoire comportait 25% de friche, l’Angleterre de la première moitié du XVIIIe siècle devint exportatrice de céréales. Sa production passe de 15 millions à 17 millions de Quart (unité) entre 1700 et 1770.
En pleine révolution financière britannique, le « Lloyds Coffee House » d'Edward Lloyd, populaire auprès des marins et marchands, offre des informations fiables sur les expéditions maritimes. On y discute contrats d'assurance et enchères sur les marchandises comme les céréales exotiques et le suif, sur le mode inch of candle, chandelle traversée par une épine, libérée à l'expiration des enchères. De cette époque date la tradition londonienne de négocier frets et céréales « exotiques » en un même lieu, futur Baltic Exchange de Londres au XIXe siècle.

#### Grande famine de 1709, les prix du pain décuplés
Lors des hivers 1709 et 1710, d'énormes superficies sont gelées. Les prix des céréales flambent pour atteindre, selon les villes près de 10, 12 ou 13 fois les prix de l’année précédente. La valeur du setier de blé atteint 82 livres contre seulement 7 livres. Cette grande famine de 1709 entraine dès avril des émeutes contre le « complot de famine », à Paris et les villes de la Loire moyenne, Normandie, Provence, Languedoc et Dauphiné, même à Moirans, ville des frères Pâris, richissimes fournisseurs de l'État, selon l'économiste Jean-François Calmette, faisant dire au contemporain Nicolas Boileau, « il n'y a pas de jour où la cherté du pain n'excite quelque sédition ». Leur répression est sévère.
En avril, une ordonnance oblige les détenteurs de grains à déclarer leurs réserves. Les grains qui circulent entre les provinces du royaume ou qui proviennent de l’étranger sont désormais exemptés de droits d’entrée, d’octroi et de péages. Nicolas Desmarets (contrôleur général des finances) créé en 1710 l'impôt du dixième, frappant tous les revenus et obtient du financier Samuel Bernard un prêt de 6 millions et à réduire le montant des tailles. Pour faire face à la situation, les riches sont taxés et les municipalités contraintes d’organiser des distributions de vivres aux nécessiteux.

### Années 1710
Le prix constaté du blé évolue en très forte baisse au cours de la décennie en France, selon l'économiste Jean Fourastié, y compris si l'on prend en compte l'évolution parallèle du salaire horaire :
| Années                                     | 1710 | 1711 | 1712 | 1713 | 1714 | 1715 | 1716 | 1717 | 1718 | 1719 |
| Prix observé du quintal de blé (en livres) | 26,4 | 16,2 | 21,1 | 26,5 | 22,8 | 14,4 | 11,5 | 10,2 | 9,3  | 10,4 |
| Prix réel (ajusté du salaire horaire)      | 587  | 295  | 352  | 442  | 380  | 240  | 192  | 171  | 156  | 174  |

#### En 1710, la Bourse au riz japonaise en plein développement
La bourse du riz de Dōjima, située à Osaka, est le centre du système japonais des courtiers en riz, qui se développe dans le privé à l'époque d'Edo. Considérée comme précurseur du système bancaire moderne, la bourse est créée en 1697, au terme d'une période au cours de laquelle les courtiers de riz et changeurs rassemblent leurs magasins et entrepôts dans la zone. L'année 1710 marque le début de ce développement, qui apporte également avec lui l'émergence de la notion de contrat à terme. La bourse du riz de Dōjima est parrainée et organisée par le shogunat en 1773, le shogunat créant également son propre entrepôt de riz à ce moment. Elle est réorganisée en 1868, et entièrement dissoute en 1939, lors de son absorption par l'« agence gouvernementale du riz ».

#### Canal de la Bega percé vers le Danube en 1718
De grands travaux sont lancés en 1718 dans l'empire austro-hongrois pour canaliser et prolonger la rivière Bega sur 73 kilomètres, ce qui va durer cinq ans. Le canal de la Bega ainsi percé permet d'assurer une voie navigable sûre entre la grande artère fluviale qu'est le Danube, menant à Pest, future capitale des marchands de grains magyars, et la ville de Timișoara, au cœur de la très fertile région du Banat, connue pour ses rendements céréaliers importants, dans l'actuelle Roumanie.

#### Liberté de commerce en Russie en 1717
L'attiédissement du climat sur une période qui va de 1710 à 1740 stabilise les récoltes céréalières en Europe avec même en 1710-1730 une reprise de la production agricole en Allemagne, en particulier à l’Ouest. À l’est de l’Elbe (fleuve), les grands domaines à corvée (nouveau servage) atteignent leur apogée. En 1717 est proclamée la liberté du commerce du blé en Russie, suivie par la révocation d’un certain nombre de privilèges commerciaux accordés à des marchands étrangers.

#### Les Frères Pâris, experts en réseau d'information sur les céréales
Accusés d'avoir accaparé des blés pendant une disette, les frères Antoine Pâris et Joseph Pâris Duverney doivent quitter le Dauphiné pour Paris, où ils sont chargés d'approvisionner les troupes de 1706 à 1709, lors de la grande famine de 1709. Ils procèdent en 1709 à des achats massifs de blé à l'étranger, même dans les pays ennemis, afin de jouer sur les prix de vente. Le ministre de la guerre Chamillart est interrogé sur les magasins de la frontière. Trompé par un de ses agents, il répond qu'il s'y trouve 240 000 sacs de blé. Les frères Pâris prouvent par des pièces irréfutables que les provisions se réduisent en fait à 7 000 sacs, alors qu'il en fallait mille par jour.
Joseph Pâris Duverney s'introduit, déguisé, dans la place ennemie de Mons, pour s'informer sur la situation des magasins, envoyée aux députés des Provinces-Unies et au prince Eugène de Savoie-Carignan. Lors du siège de Douai (1712), les chevaux des vivres sont mis à la disposition des combattants, la moitié périssent, mais les frères Pâris comblent le manque et se font payer en billets d'État, remboursables en 1716. À la mort de Louis XIV, ils passent en cour de justice, comme beaucoup d'autres financiers mais n'ont à payer qu'une taxe de 200 000 livres puis sont exilés.

### Années 1720
Le prix constaté du blé évolue en très légère hausse, selon l'économiste Jean Fourastié, et il baisse même, si l'on prend en compte l'évolution parallèle du salaire horaire :
| Années                                     | 1720 | 1721 | 1722 | 1723 | 1724 | 1725 | 1726 | 1727 | 1728 | 1729 |
| Prix observé du quintal de blé (en livres) | 10,5 | 8,4  | 9,2  | 11,2 | 18,7 | 19,9 | 15,5 | 12,2 | 11,9 | 12   |
| Prix réel (ajusté du salaire horaire)      | 175  | 120  | 131  | 161  | 267  | 284  | 200  | 163  | 159  | 160  |

#### Vigne contre vin: les défrichements interdits de la région bordelaise
En 1724, la « fureur de planter » de la vigne dans la région bordelaise est dénoncée par l'intendant Nicolas Boucher, selon qui la surface consacrée au blé et aux prairies a fortement régressé depuis 1709, la vigne ayant augmenté la sienne des deux-tiers. Résultat, en 1725, le Conseil du roi de France décide d'interdire toute nouvelle plantation de vigne dans la généralité de Guyenne, puis en 1730 dans tout le royaume. Montesquieu, qui a acheté 14 hectares de vignoble dans les Landes, s'oppose à cette décision mais sans succès. D'autres mesures de ce type, prises en Languedoc et en Champagne, ne seront pas efficaces à freiner la vigne

#### Retour des frères Pâris et les rumeurs de 1725
Les frères Pâris, exilés à la mort de Louis XIV reçoivent en décembre 1720, la ferme générale puis la supervision de la liquidation de la dette. Joseph Pâris Duverney, qui "eut toute sa vie l'air d'un grand paysan, sauvage et militaire", contrôle l'opération du visa en 1721, via une commission du visa examinant les demandes de conversion en or des billets achetés par des centaines de milliers d'épargnants. Il établit si leur comportement fut ou non dicté par la spéculation.
En 1725, une partie du peuple parisien mais aussi des avocats, magistrats, ecclésiastiques, croit fermement que la disette est « artificielle », créée par une poignée de scélérats qui manipulent le marché de la denrée pour s'enrichir. On dénonce nommément le premier ministre, le duc de Bourbon ; sa maîtresse, Mme de Prie ; les financiers Samuel Bernard, et la Compagnie des Indes. Au cours de l'été 1725, la rumeur accuse en particulier les Frères Pâris de spéculer sur les blés, d'accumuler des stocks gigantesques dans les îles Anglo-Normandes pour affamer le royaume. Une tentative d'assassinat suivie d'une nouvelle disgrâce, en 1726, poursuit Joseph Pâris Duverney, qui passera 18 mois dans les geôles de la Bastille avant d'être relaxé en 1728. Avec Voltaire, il fait acheter des blés pour son compte en Barbarie, et spécule sur les vivres de l'armée d'Italie.

#### Les garnisons du sud de la France en concurrence avec Constantinople pour le riz égyptien
Lorsque l’Égypte intègre l’Empire ottoman au début du XVIe siècle, un espace s’ouvre à ses exportations de céréales vers Constantinople, pleinement utilisé au XVIIIe siècle, suscitant un contrôle des autorités et des interdictions d’exportation des grains vers les pays européens, notamment la France, qui achetait d’importantes quantités de riz destiné à ses garnisons militaires du sud de la France.
Alexandrie abritait deux marchés aux grains, près de la porte de Rosette et place des subsistances, près de Bâb Sidra (Porte du Jujubier), au début des voies terrestres reliant Alexandrie au monde rural de la vallée du Nil, approvisionnant la ville en céréales. La navigabilité du fleuve pose souvent problème en raison d’îles et de bancs de sable. Des brigands attaquent régulièrement les navires. L’administration égyptienne confie la protection de la navigation à certaines tribus.

#### La Caroline développe les grandes plantations de riz proches du littoral
La traite des Amérindiens de Caroline, déportés vers les plantations de sucre des Antilles, aurait représenté au total 24 000 à 51 000 Indiens. Les premiers colons arrivés au Cape Fear en 1663 et Ashley River en 1670 viennent de l'île sucrière anglaise de la Barbade et la Restauration anglaise conditionne l'octroi de terres à la pratique esclavagiste. Les tribus indiennes victimes de ce trafic s'allient lors de la guerre des Yamasee, entre 1715 et 1717. L'argent amassé par les colons dans cette traite des Amérindiens de Caroline, qui prend alors fin, est réinvesti dans les plantations de riz, opérées par des esclaves noirs déportés d'Afrique.
La Caroline exporte 5 000 tonnes de riz vers les autres colonies, dès 1725, quinze fois plus qu'au début du siècle :
| Année                                   | 1700 | 1726  | 1730   | 1740   | 1763   | 1764   | 1770   |
| Tonnes de riz exportées par la Caroline | 330  | 5 000 | 10 000 | 25 000 | 35 000 | 40 000 | 42 000 |

La Caroline compte 40 000 esclaves dès 1726. La riziculture implantée sur place, pour les nourrir, n'y parvient pas tout de suite, il faut dans un premier temps importer du riz de Madagascar, ce qui ne suffit pas. Les Africains déportés en Amérique diffusent une manière de cuire le riz, qui assure que chaque grain est séparé des autres. Elle s'impose rapidement sur tout le continent. Les grandes propriétés coloniales de la Caroline du Sud profitent de l'abondance des récoltes et du développement de la production de riz de marécage, en particulier dans les régions proches des côtes de Santee et Asheppo. Les communautés de riziculteurs restent dans la même région, ce qui donne aux esclaves évadés et aux autres plus d'occasions de former des liens sur leurs propres plantations, alors qu'en Virginie la production du tabac nécessitait une expansion vers l'Ouest. La production de riz à grande échelle fait que la moitié des esclaves recensés en Caroline du Sud dans les années 1730 sont répartis dans des plantations de 30 esclaves où les révoltes se multiplient, avec l'aide des évadés. Le travail y est épuisant, avec une mortalité très élevée. Convertir 150 000 acres de marécages en plantations représente la même quantité de travail que bâtir la pyramide de Khéops. La récolte de riz progresse d'un cinquième entre 1763 et 1764, à la fin de la guerre de Sept Ans.

### Années 1730
Le prix constaté du blé évolue en hausse au cours de la décennie en France, selon l'économiste Jean Fourastié, mais moins si l'on prend en compte l'évolution parallèle du salaire horaire :
| Années                                     | 1730 | 1731 | 1732 | 1733 | 1734 | 1735 | 1736 | 1737 | 1738 | 1739 |
| Prix observé du quintal de blé (en livres) | 12   | 12,4 | 11   | 10,7 | 10,9 | 10,7 | 12   | 12,5 | 13,7 | 15,1 |
| Prix réel (ajusté du salaire horaire)      | 160  | 166  | 147  | 143  | 137  | 134  | 150  | 156  | 171  | 189  |

#### Émeutes du riz au Japon
Au début des années 1730, le prix du riz chute au Japon, causant des ravages sur une économie encore largement basée sur cette céréale comme moyen d'échange. Les samouraï, dont le revenu est versé en riz, sont pris de panique, tandis que des spéculateurs et divers complots au sein de la communauté des courtiers en profitent pour jouer avec le système, en cachant de vastes réserves de riz dans les entrepôts, ce qui assure ensuite des prix beaucoup plus élevés, pour cause de pénurie temporaire.
En 1733 éclate une série d'émeutes contre les spéculateurs et le système de manipulation et de conspiration dans son ensemble. La famine est généralisée, mais les spéculateurs agissent sans relâche pour contrôler le marché et les prix. C'est la première d'une série d'émeutes appelées uchikowashi (打壊し), qui croissent en fréquence et en importance jusqu'au siècle suivant. En 1735, le shogunat japonais fixe un prix plancher, obligeant les marchands d'Edo à vendre pour pas moins d'un ryō par 1.4 koku et à Osaka pour pas moins de 42 momme par koku. Une amende de 10 momme est appliquée à toute personne reconnue avoir payé moins.
Tokugawa Yoshimune fait tant de tentatives de réformes et de contrôles qu'il en vient à être connu sous le nom Kome Kubō ou Kome Shōgun (« le shogun du riz »). Au cours des quinze années qui suivent, jusqu'à environ 1750, le shogunat intervient à nouveau et à plusieurs reprises pour tenter de stabiliser ou de contrôler l'économie, ainsi fragilisée par les fortes fluctuations du prix du riz.

#### En 1730, Paris compte près de1 400boulangers
Vers 1730, Paris compte à peu près 1 400 boulangers : 550 maîtres, 350 privilégiés (presque tous du Faubourg Saint-Antoine), 400 forains, et jusqu'à une centaine de boulangers illicites, « sans qualité ». À peu près deux tiers du pain se vend aux douze marchés où le prix est plus bas qu'aux boutiques et où l'on pouvait plus facilement tenter de marchander. Moins du tiers des boulangers aux marchés étaient des maîtres ;
Durant la guerre de Succession de Pologne (1733-1738), Joseph Pâris Duverney, administrateur général des subsistances, est durement incriminé par les Réflexions politiques sur les finances et le commerce, de l'économiste Nicolas Dutot. Il répond en 1740 par un Examen du livre intitulé réflexions politiques sur les finances et le commerce.

#### Pour réagir aux pénuries de blé, les voies navigables anglaises
L'historien Fernand Braudel a souligné les « énormes investissements » dans les aménagements de rivière en Angleterre, qui portent ses voies navigables à 1 160 miles dès le premier quart du XVIIIe siècle, plus aucun lieu n'étant alors situé à plus de 15 miles d'un transport par eau, selon la carte de l’historien anglais Tony Stuart Willan. Ces Aménagements de rivière en Angleterre, sont complétés après 1760 par une multitude de canaux. Ils s’ajoutent à l’intense cabotage permis par le grand nombre d'estuaires anglais, aux dimensions attractives, en largeur comme en longueur et en profondeur. Les céréales circulent mieux, phénomène également constaté sur le littoral du continent. En France, l'effort des modernisations des voies navigables est moins prononcé.

### Années 1740
Le prix du blé stagne au cours de la décennie en France, mais il subit deux pics ponctuels, en 1741 et 1747, au cours d'une décennie qui voit la fondation de trois marchés aux grains dans les trois grands ports anglais : Bristol, puis Londres et Liverpool :
| Années                                     | 1740 | 1741 | 1742 | 1743 | 1744 | 1745 | 1746 | 1747 | 1748 | 1749 |
| Prix observé du quintal de blé (en livres) | 16,2 | 18,8 | 14,2 | 10,4 | 10   | 10   | 12,4 | 16   | 18,2 | 16,5 |
| Prix réel (ajusté du salaire horaire)      | 203  | 235  | 177  | 130  | 126  | 126  | 155  | 200  | 227  | 207  |

#### En 1740-1741, les saisons glaciales et pluvieuses en Angleterre, Irlande et France
De juin 1740 à juin 1741, le prix des céréales flambe en France à cause de l'enchaînement d'un hiver glacial en 1739-1740 et de pluies torrentielles à l'été 1740, qui se répercutent sur le niveau de la récolte. Dès l'année suivante, la pénurie cause une panique. En France, il y a en plus des inondations en décembre 1740. En Angleterre, l'automne 1740 est l'un des plus froids en deux siècles. Les céréales ont de la difficulté à mûrir, surtout au nord et en altitude quand d'aussi mauvaises conditions se combinent en aussi peu de temps. L'indice des prix est à 102 en janvier puis monte à 125 en mai et 150 en juin, quand la mauvaise récolte est déjà anticipée puis finit l'année à 170. La vague de froid touchant toute l'Europe est le dernier épisode marquant la fin du petit âge glaciaire (1400–1800).
En Irlande, les procédés primitifs de stockage des pommes de terres exposent la récolte de 1739 au gel ce qui déclenche une très grande famine dès l'hiver qui suit, saison révélatrice des inégalités sociales : la famine irlandaise de 1740-1741 restera dans la mémoire populaire comme « l'année du massacre » (bliain an áir en irlandais), qui fut peut-être de même ampleur que la grande famine en Irlande, plus connue, de 1845-1852,. L'historien irlandais, Joe Lee, a estimé sur la base de données contemporaines, et d'informations sur d'autres famines de la même époque, que la mortalité fut similaire, soit un dixième de la population. Du fait de l'absence de recensements au cours du XVIIIe siècle et de registres de l'Église catholique romaine, à cause des lois pénales introduites en Irlande en 1695, il n'existe aucune information disponible sur le nombre de décès.

#### Nouvelle récoltes très décevantes en 1746-1747
Au cours des années 1747-1748, les campagnes connaissent des fortes hausses des prix du blé à la suite de récoltes médiocres qui causent une forte mortalité, particulièrement dans l'Est et le Midi, avec une baisse de la nuptialité et de la natalité. À la fin de la décennie, le rendement des céréales atteint 6,3 quintaux par hectare en Allemagne, en Prusse et en Scandinavie.

#### LeCorn Exchangede Londres ouvre sur Mark Lane en 1747
Au XVIIIe siècle, le marché des céréales de Londres se tenait près de Tamise, à Cornhill, Tower Hill et Thomas Street. En 1746, les fermiers d'Essex, qui le fréquentaient, et plusieurs gros courtiers, souhaitent créer une compagnie pour lui construire un immeuble. Le Corn Exchange, appelé aussi Old Corn Exchange de Londres, ouvre sur Mark Lane en 1749, tout près de Beer Lane, où les navires débarquent les céréales arrivées par la Tamise. L’Old Corn Exchange est dessiné par George Dance the Elder dans un style classique, autour d'une cour à ciel ouvert, pour examiner les marchandises à la lumière du jour, ceinturée d'entrepôts permettant d'en évaluer la quantité. En 1826, une bourse rivale nommée London Corn Exchange sera créée par des négociants mécontents de ses services, également dans Mark Lane, dessinée dans un style grec par George Smith (architecte). Les deux bourses fusionneront un siècle plus tard puis déménageront au Baltic Exchange en 1987.
Londres a été devancée par le Corn Exchange du port de Bristol, construit en 1741–43 par John Wood the Elder, avec des sculptures de Thomas Paty. Des sculptures représentent les 4 parties du monde, Afrique, Amérique, Asie et Europe, avec leurs animaux, des feuilles de tabac, culture des riches colonies américaines de Virginie, symbolisant l'ouverture au monde de Bristol. L'horloge comporte une aiguille pour l'heure de Bristol et l'autre pour celle de Greenwitch. Dehors, dans "Corn Street", 4 tables mobiles de marchands, pour les foires, permettant de négocier sans que les pièces tombent par terre. Le bâtiment abrite des négociations de tous types, y compris pour le commerce en Guinée et aux Antilles mais les transactions se font aussi dans l'atmosphère moins officielle des cafés environnants. Le Liverpool Corn Exchange, également érigé par John Wood the Elder, deviendra une société en 1810.
Les Corn Exchange de Liverpool et Londres ayant respectivement brûlé en 1754 et 1795, Bristol est dernier des années 1740 encore sur pied. Celui de Manchester, sera érigé en 1837 par Richard Lane, avant ceux construits en 1864 à Newbury puis à Leeds en 1864 par Cuthbert Brodrick, répliquant le dôme de la Bourse de commerce de Paris, et en 1874 dans la ville voisine de Bradford. Le Baltic Exchange sera lui fondé, au milieu du XIXe siècle. Ce nom est utilisé pour la première fois en 1744 au café Virginia and Baltick de la rue Threadneedle, qui abrite depuis ses débuts la Banque d'Angleterre. Il sera enregistré comme société privée à responsabilité limitée, en 1900. On y négocie surtout les céréales importées, sans présentation d'échantillon, contrairement à l’Old Corn Exchange, où cette coutume persiste car il est consacré surtout aux céréales anglaises, avec une fréquentation quotidienne qui restera massive dans les années 1930 : les jours de marché, deux à trois mille personnes se pressent dans le hall et autour des stands. Les transactions s'y font au comptant et les prix suivent les marchés à terme nord-américains depuis le XIXe siècle, mais la place sert toujours pour établir les contrats juridiques de livraison, faxés aux quatre coins de la planète. L'immeuble de l’Old Corn Exchange a été agrandi en 1827 et l'année suivante un bâtiment est érigé à côté pour abriter le marché des semences, appelé "New Corn Exchange".

### Années 1750
Le prix constaté du blé stagne au cours de la décennie de la guerre de Sept Ans : la production céréalière française se porte bien, portée par les achats de l’intendance militaire. Le rendement céréalier britannique, estimé à 7 quintaux par hectare en 1700, serait déjà passé à 10,6 quintaux par hectare. Les économistes et agronomes célèbrent les cultivateurs de céréales.
| Années                                     | 1750 | 1751 | 1752 | 1753 | 1754 | 1755 | 1756 | 1757 | 1758 | 1759 |
| Prix observé du quintal de blé (en livres) | 15,2 | 15,5 | 17,6 | 15,7 | 14,8 | 11,3 | 12,7 | 15,8 | 15   | 15,6 |
| Prix réel (ajusté du salaire horaire)      | 191  | 194  | 220  | 197  | 186  | 142  | 159  | 197  | 187  | 196  |

### En France, les céréales empiètent sur la jachère après 1750

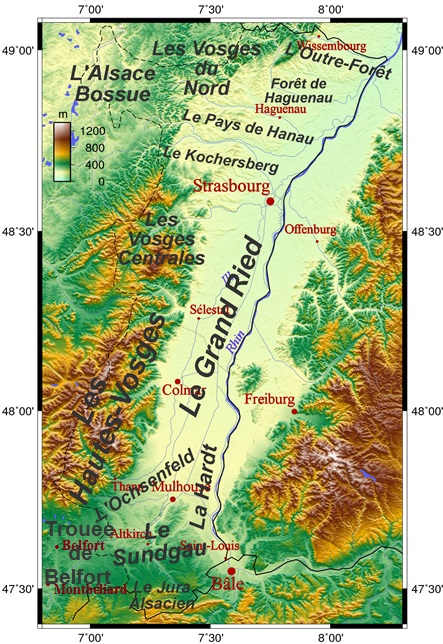
Carte de l'Alsace avec les régions naturelles.

Alors que les défrichages volontaristes, sur fond de guerre de Sept Ans ont eu une efficacité assez relative, la réduction de la jachère à la décennie précédente contribue à mieux valoriser les plaines les plus fertiles. Le Hainaut et le Cambrésis, dans le Nord, le pays de Caux normand, la région parisienne et le Soissonnais produisent plus et plus de céréales riches, avec moins de jachère à partir de 1750.
Dans le Kochersberg et l'Ackerland, régions alsaciennes caractérisées par leurs terres très fertiles, qui alimentent Strasbourg, le niveau de population de la guerre de Trente Ans n'est retrouvée qu'au milieu du XVIIIe siècle, au cours duquel s'opèrent des reclassements au profit des céréales « riches ». Le blé évince le seigle, et l'orge remplace l'avoine. L'assolement devient plus complexe, associant une grande variété de plantes, parmi lesquelles les légumes, tendance observée aussi dans les villages parisiens. En Flandre, la variété des assolements permet de quasiment supprimer la jachère.
Après 1750, en Île-de-France, elle recule du tiers au quart des terres labourables. Les bonnes terres, grassement fumées, produisent parfois deux récoltes par an. Des meules sont installées en plein champ pour gagner du temps. La faux remplace la faucille, tandis que le travail de la charrue est complété par celui de la herse, du rouleau et l'extirpateur. Le chaulage et de nouvelles variétés de blé permettent d'augmenter le rendement de 20 % dans certaines grandes fermes. La Bretagne exporte blé et seigle, aux rendements inférieurs, mais plus rémunérateurs car des taxes frappent les autres. Une Société d'agriculture de Bretagne est fondée en 1757. Son succès amène le gouvernement à demander aux intendants en 1760 d'en créer ailleurs.

#### Céréales au cœur de la pensée économique de Quesnay et Turgot
Jusqu'à la première moitié du XVIIIe siècle en France, la réglementation des céréales favorise les consommateurs. À partir de 1750, des théories contraires se répandent. Par son Tableau économique de 1758, François Quesnay, cofondateur de la première école en économie, les Physiocrates, défend les producteurs, jusqu'ici accusés de vouloir affamer les villes. Pour François Quesnay, l'agriculture est la source de toutes les richesses.
En 1755 et 1756, Turgot accompagne Jacques Claude Marie Vincent de Gournay, intendant du commerce, dans ses tournées d’inspection dans les provinces. Par la publication en 1766 des « Réflexions sur la formation et la distribution des richesses », Turgot démontre que la hausse des denrées ne peut qu'entraîner l'augmentation des salaires, accroître la production et faciliter les subsistances. Quesnay et Turgot s'accordent à réclamer la liberté du commerce des grains.
Beaucoup d'auteurs sont préoccupés d'améliorer les voies de communication, estimant qu'un des plus grands obstacles au développement de l'agriculture est le mauvais état des routes et les difficultés des transports par eau. Kersauson publie par exemple en 1748 son « Mémoire sur les canaux de Bretagne » et La Lande et Bouroul en 1750 un « Mémoire pour rendre la rivière d'Orne navigable depuis son embouchure jusqu'à Caen et même jusqu'à Argentan ».

#### L'agronomie française s'intéresse aux céréales

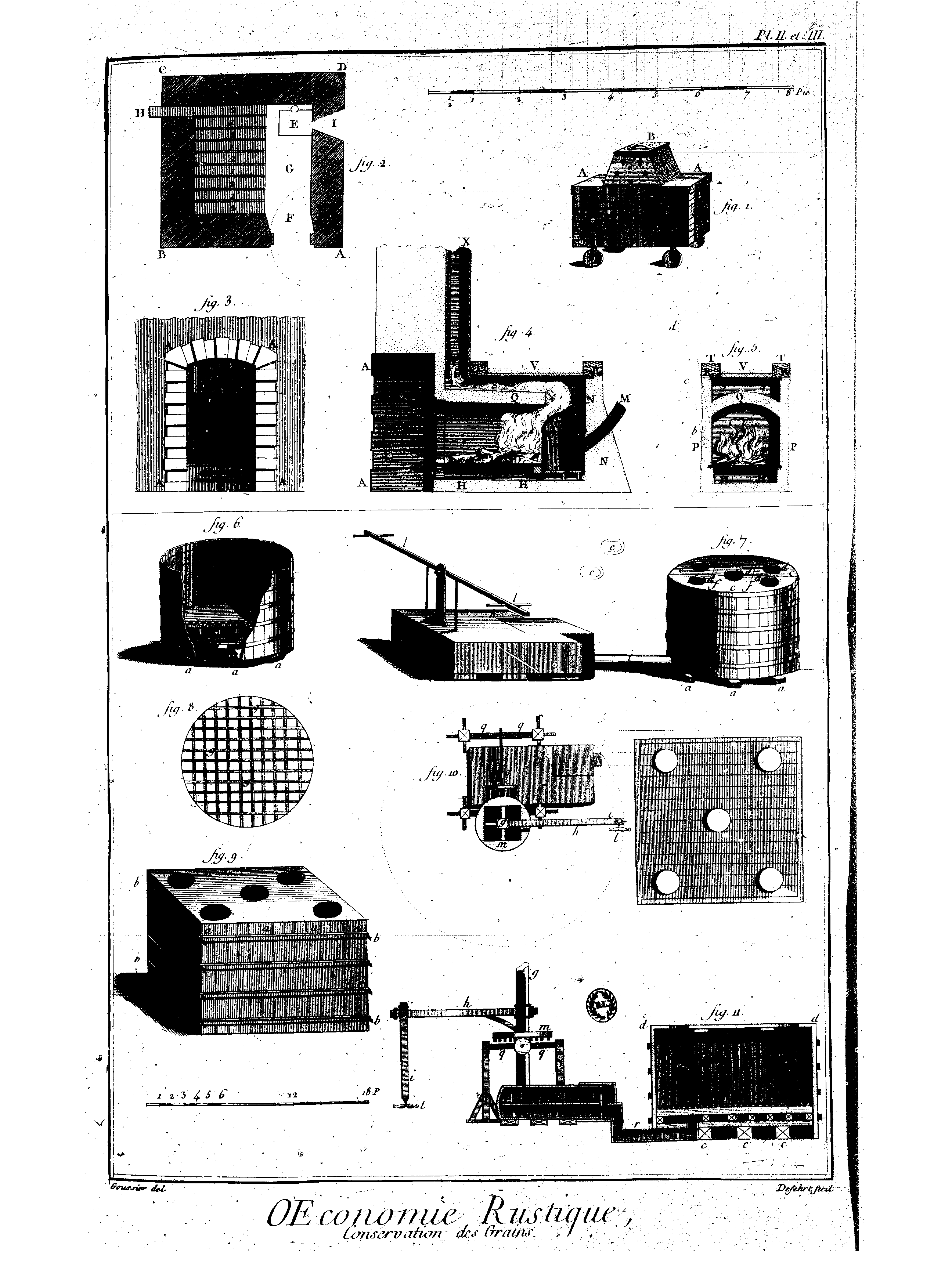
Les caisses ventilées de Duhamel du Monceau sont représentées dans L'encyclopédie (fig 6 et 9). Le ventilateur de Stephen Hales est actionné soit à bras (fig 7) soit à l'aide d'un manège (fig 10)

La « Nouvelle maison rustique » de Louis Liger, publié en 1700 et premier grand ouvrage français sur l'agriculture depuis ceux de l'autodidacte Olivier de Serres, était restée la référence pendant cinq décennies en matière d'agronomie française, quand apparaissent des « élites rurales à l'affût de l'innovation ».
Les manuels d'agronomie se multiplient après 1750. Celui de Henri Louis Duhamel du Monceau, membre associé de l'Académie royale des Sciences dans la classe de botanique depuis 1730 est entièrement consacré à la culture du blé. Il reprend les conseils de l'Anglais Jethro Tull sur le tallage des céréales, pour augmenter les rendements. À l'origine des premiers essais de culture rationnelle réalisés en France, il teste à Pithiviers les modalités d’une diminution de la densité de semis, en ligne, de façon à pouvoir désherber l’entre-rang. Pour cela, il met au point semoirs et charrues étroites.
Le Traité de la culture des terres devient une sorte de revue, publiant les essais agricoles adressés par des correspondants à Monceau, qui dans son Traité de la conservation des grains et en particulier du froment de 1753, fait progresser le stockage des céréales par un « grenier de conservation », grande caisse en bois, dont le fond est muni d’un grillage recouvert d’un canevas, qui ne laisse pénétrer que les conduits d'une soufflerie, et son courant d'air à travers la masse du blé.
Monceau développe en 1753 l'utilisation des engrais, tout en essayant de faire admettre par le gouvernement la nécessité d'augmenter la production des céréales et de libérer leur commerce, par la libre circulation des grains. L'économiste et agronome anglais Arthur Young, entreprend en 1767 deux voyages l'un dans le Nord et l'autre dans l'Est de l'Angleterre, pour rencontrer de nombreux agriculteurs épris de progrès, puis devient célèbre par son Journal de voyage en France, paru en 1792. Il a visité Denainvilliers, près de Pithiviers, et décrit minutieusement les expériences d'agriculture de Monceau.

#### Erreur de Linné, reprise par Lamarck, Host et Wildenow
En 1753, le Species plantarum de Carl von Linné, publication sans équivalent à l'époque, décrit environ 8 000 végétaux par la nomenclature binominale : chaque espèce reçoit un nom binominal, permettant d'aborder séparément la nomenclature (comment nommer l'espèce) de la taxinomie (comment la classer). De nombreuses éditions l'enrichissent. Celle de 1764 comporte cinq à six espèces de céréales.
Carl von Linné a donné par erreur le nom de le Triticum polonicum à une variété ensuite cultivée essentiellement en Afrique du Nord" car il a confondu la Galice, région d’Espagne où elle est cultivée aussi, et la Galicie, au sud-est de la Pologne : toutes deux se disent "Galicia" en latin. Avant 1772, une large partie du territoire de la future Ukraine était occupée par la République des Deux Nations, lithuano-polonaise, d'où le nom assez général de « blé de Pologne » pour les blés d'Ukraine ensuite resté, selon le généticien en céréales Stefan Symko. Beaucoup de variétés de blés anciens réputés, blé Noé en France, blé 'Red Fife' au Canada, ou blé Hard Red Turkey Red aux États-Unis, en proviennent.
Sans profiter du travail de Carl von Linné, l'abbé Henri-Alexandre Tessier présente en 1784 un répertoire des espèces agricoles qui a nui à la clarté de la nomenclature, obligeant Jean-Baptiste de Lamarck à réconcilier les deux classifications deux ans plus tard dans son Encyclopédie méthodique dont une version améliorée sort en 1805. Le botaniste viennois Nicolaus Thomas Host publie, aussi en 1805, sur les graminées d'Autriche, répertoriant 11 espèces de blés dont seulement trois de Carl von Linné. Entre-temps, Carl Ludwig Willdenow, futur directeur du jardin botanique de Berlin, intéressé par l'adaptation des plantes au climat, a livré son propre Species plantarum, ajoutant à celui de Linné le blé Pétanielle, d'origine orientale, cultivée longtemps en Italie avant d'être introduit en France.

#### Londres en avance d'un siècle sur le ravitaillement, encourage l'import/export de blé
À Londres, vers le milieu du siècle, le marché du blé est dominé par une quinzaine de sociétés qui n'hésitent pas à stocker à Amsterdam, où le magasinage est moins coûteux, quand les taux d'intérêt baissent. Le blé touche la prime à l'exportation, établie par le gouvernement anglais. En cas de pénurie, son retour est exonéré de droits de douane, observe Fernand Braudel, qui reprend les conclusions de N. Gras : « Londres a sur Paris un bon siècle d'avance en matière de ravitaillement ».

### Années 1760
Le prix du blé monte au cours de la décennie en France, selon l'économiste Jean Fourastié, malgré l'apparition de stocks dans des entrepôts publics :
| Années                                     | 1760 | 1761 | 1762 | 1763 | 1764 | 1765 | 1766 | 1767 | 1768 | 1769 |
| Prix observé du quintal de blé (en livres) | 15,6 | 13,3 | 13,2 | 12,6 | 13,3 | 14,8 | 17,6 | 19   | 20,6 | 20,4 |
| Prix réel (ajusté du salaire horaire)      | 196  | 166  | 155  | 149  | 156  | 175  | 208  | 224  | 242  | 240  |

#### Les «halles au blé» de Paris et Clermont-Ferrand
La halle au blé de Clermont-Ferrand a été construite entre 1762 et 1771 par François-Charles Dijon, pour abriter le marché aux céréales, avant d'être surélevée en 1822 par Louis Ledru. Le bâtiment a longtemps été utilisé par la ville pour le stockage des grains. Au même moment, la halle au blé de Paris, qui deviendra en 1885 la Bourse de commerce de Paris, est érigée en 1763 en bord de Seine: deux galeries concentriques, ouvertes sur l'extérieur par vingt-quatre arcades, et surmontées d'un vaste grenier vouté, bâti par la Compagnie des frères Bernard et Charles Oblin, avec l'appui du contrôleur général des finances, Jean Moreau de Séchelles et du prévôt des marchands, Jean-Baptiste de Pontcarré de Viarmes, malgré les objections du Parlement de Paris. Six siècles plus tôt, Philippe II Auguste avait établi les Halles de Paris aux Champeaux : les blés de la plaine de Luzarches y arrivaient par la route, et ceux de la Brie dans des bateaux qui abordaient au port au Blé, au pied de l'hôtel de ville de Paris. Mais le quartier était l'objet d'une cohue permanente qui compliquait l'acheminement des grains. Pour assurer une meilleure efficacité, les terrains de l'ancien hôtel de Soissons furent choisis, car proches de la Seine, où circulaient les bateaux chargés de grains.
Les marchands étaient partagés sur la forme à donner à l'édifice : certains préféraient un « carreau » où la lumière du jour permettait de juger de la qualité des grains, d'autres soulignant les avantages d'un édifice couvert pour les protéger des intempéries. La solution retenue s'inspire de l'"Old Corn Exchange", de Londres, érigé trente ans plus tôt au bord de la Tamise : un bâtiment de plan annulaire, de 122 mètres de circonférence, percé de 25 arcades : la partie centrale reste ainsi à ciel ouvert, mais deux galeries concentriques, ouvertes sur l'extérieur par 24 arcades et couvertes de voûtes supportées par des colonnes d'ordre toscan, forment un abri.

#### L'arrêt de 1761 veut des défrichements en faveur des céréales
Pendant la guerre de Sept Ans, le pouvoir montre qu'il veille à la sécurité alimentaire et l'approvisionnement des armées et flottes. Henri Bertin, contrôleur général des finances de Louis XV est rapporteur de l'arrêt de 1763 sur la circulation des grains, avant de devenir ministre d'État chargé de l'agriculture. Il décide le 16 août 1761 de « donner des encouragements à ceux qui défricheront des terres », non cultivées depuis 25 ans, par une exemption du vingtième, dans 18 généralités, pour développer les cultures céréalières. Deux autres arrêts, en 1764 et 1766, vont allonger la période de friche prise en compte. En 1770, l'administration publie des relevés détaillés des défrichements effectués depuis 1766 dans les différentes généralités.
La presse physiocratique les publie avec d'autant plus d'enthousiaste que la pénurie de céréales continue. Au 1er octobre 136 000 hectares au total ont été défrichés et le nombre montera à un demi-million d'hectares sur 33 ans, mais l'historien Ernest Labrousse estime que cela représente au maximum 2,5 % des surfaces labourables. Les disparités régionales sont fortes. Les défrichements effectués en Bretagne représentent 8 % des terres, contre 5 % dans le Roussillon et 5 % dans le Languedoc où existe une histoire céréalière importante le long du canal du Midi, qui ne s'étend pas plus loin dans les terres. Les défrichements effectués dans le nord de la France sont rares.

#### Les maîtres de poste, plus nombreux après 1760, experts en agriculture
Les maîtres de poste sont aussi des cultivateurs instruits, qui suivent les nouveautés en agronomie et les diffusent, comme François Cretté de Palluel, médaille d’or 1785 de la Société d’agriculture de Paris. Les avoines et fourrages d’un domaine agricole permettent d’entretenir une cavalerie coûteuse : les excédents étant consommés par les chevaux de Poste, lesquels fournissent le fumier nécessaire à l’engraissement des terres.

#### ers Paris et Marseille, les circuits de la crise céréalière de 1767
Au cours des années 1760, une tentative de libéralisation coïncide avec de mauvaises récoltes : les prix, désormais libres, s'élèvent. Les plus pauvres ne peuvent plus se nourrir. Le pacte implicite, qui exige du roi de veiller à la sécurité de ses sujets et à leur approvisionnement en denrées, est rompu. Une grande agitation s'ensuit et la tentative avorte : des prix fixés par le roi sont rétablis. L'approvisionnement reste une affaire d'État.
Durant cette crise de subsistance, Roux, négociant à Marseille, fait appel à la compagnie Caulet et Salba pour rassembler des céréales autour de Toulouse, agissant en commissionnaires de Jean Embry, marchand à Agde, selon les recherches de l'historien Steven Kaplan. Caulet et Salba assurent la livraison des grains à deux marchands commissionnaires de Roux : Portlay à Marseille et Legier à Toulon. Cet arrangement complexe montre que les réseaux de commercialisation des céréales des années 1770 sont déjà assez flexibles, pouvant être créés ou transformés en cas de besoin.
À Paris, l'avocat Jean Charles Guillaume Le Prévost de Beaumont invente l'expression de « pacte de famine, en jouant sur les mots « pacte de famille », nom d'une alliance entre la France et l'Espagne sous Louis XV pour dénoncer le profit de spéculateurs selon lui alliés à certains notables, voire au roi lui-même et à ses ministres.
Paris est alors avide de froment, de pain blanc, et refuse les méchants grains et les sombres farines - le seigle, l'épeautre et le méteil. Le Roi mobilise la police : lieutenant général, commissaire et inspecteurs et pense trouver la parade dans le marché, hebdomadaire et obligatoire, lieu physique de la vente et de l'achat transparents. Celui des céréales, dit de « la Grève », est en bord de Seine, place de Grève, dominé par les marchands installés dans le port, connectés à un réseau important de commissionnaires dans les campagnes pour rassembler les céréales, habituellement « bien établis dans la communauté locale » de chaque lieu d'approvisionnement.

### Années 1770
Le prix du blé évolue baisse de près d'un tiers sur la décennie en France, selon l'économiste Jean Fourastié, et dans les mêmes proportions si l'on prend en compte l'évolution parallèle du salaire horaire :
| Années                                     | 1770 | 1771 | 1772 | 1773 | 1774 | 1775 | 1776 | 1777 | 1778 | 1779 |
| Prix observé du quintal de blé (en livres) | 25   | 24,2 | 22,1 | 21,9 | 19,3 | 21,1 | 17,1 | 17,7 | 19,5 | 18   |
| Prix réel (ajusté du salaire horaire)      | 278  | 269  | 246  | 243  | 215  | 222  | 181  | 187  | 205  | 190  |

#### La Prusse annexe le riche delta de la Vistule, la Pologne se tourne vers la mer Noire

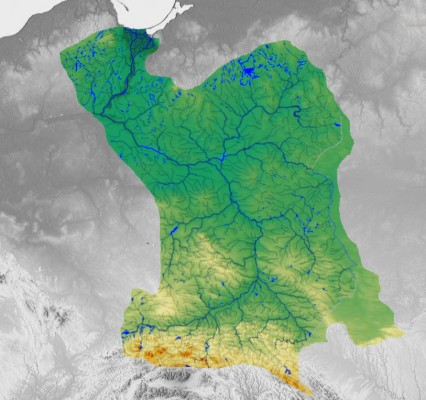
Bassin versant de la Vistule et ses affluents

Il fallut aux cultivateurs de céréales Mennonites hollandais trois générations pour mettre en valeur le delta de la Vistule dans l'immense république des Deux Nations : la première y trouva la mort, la seconde la disette, la troisième y récolta le blé, construisant barrages et moulins à vent, jusqu'aux environs de Toruń
et expédiant le blé par gros volumes via Dantzig. Enrichis par les céréales, dès 1765, certains ont émigré vers d'autres provinces du royaume de Prusse, surtout vers la Nouvelle Marche (Neumark). Dès 1764, Catherine II de Russie leur offre aide et autonomie, pour qu'ils aillent le long de la Volga, à condition de ne pas convertir les paysans orthodoxes.
En 1772, le premier partage de la Pologne isole le bassin de la Vistule de la mer : Frédéric II de Prusse s'empare de plus de 80 % du commerce extérieur de la république des Deux Nations, exigeant d'énormes droits de douane, ce qui la ruine. Il veut capter les flux d’exportation vers ses propres ports. La Prusse décrète en 1774 que les Mennonites n'ont plus le droit d'acheter des terres, sauf à un autre Mennonite et doivent verser 5000 thalers par an pour rester exemptés de service militaire. Privées de débouchés, les régions céréalières du Sud de la Pologne sont en surproduction. Leurs propriétaires songent à utiliser le Dniestr et le Boug méridional, qui s’écoulent, parallèlement vers la mer Noire, mer « sans glace » l'hiver. Le traité de Kutchuk-Kaïnardji vient justement de clore la première guerre russo-turque (1768-1774) : Catherine II de Russie gagne Azov, Kertch, les districts de Kouban et la liberté de navigation sur la mer Noire. Ce possible détournement des flux de céréales éveille l'intérêt du gouvernement français. Il veut s'assurer grains et matériaux de marine à partir de la mer Noire, aux dépens du commerce anglais en Baltique, qui assèche à dessein l'offre russo-polonaise en chanvre et bois de marine. Paris se tourne alors vers Antoine-Ignace Anthoine, parti en 1771, à 22 ans, prendre la direction d'une maison de Constantinople, où il réalisa des bénéfices considérables.
En juin 1778, la fondation de Kherson sur le Dniepr, auparavant simple forteresse, veut en faire l’entrepôt russe pour le commerce en Méditerranée, pendant méridional de Saint-Pétersbourg. Cependant, le gouvernement russe hésite à ouvrir ses ports aux étrangers. Mikhail Faleïev signe un contrat avec Joseph Raimbert, vice-consul à Saint-Pétersbourg de 1765 à 1791, et négociant français le plus en vue, pour la livraison de tabac. Il fonde une Compagnie de la mer Noire pour les échanges avec l’Empire ottoman et la France. Côté polonais, une « Compagnie pour le commerce oriental », société par actions, confiée au chancelier Okęcki, est créée en 1782 par le prince Michel Poniatowski, primat de Pologne et frère du roi Stanislas-Auguste. Une « petite marine marchande polonaise » est chargée de transporter le froment polonais vers Alexandrie, Marseille et Barcelone.
La peste de 1781, qui sévit en Podolie, rend les débuts difficiles. Le Prussien Johann Schultz et le Français Jean Luis Massol ayant échoué à fonder à Constantinople une compagnie de commerce avec la Pologne, entrainant dans leur faillite en 1781 de nombreux négociants européens, les milieux polonais du commerce refusent d'abord d'utiliser le nouveau port de Kherson. Mais en mai ou juin 1780, un premier navire russe en part vers Toulon.

#### Au Japon, la Bourse du riz de Dōjima rétablie après les émeutes de la faim en 1773
Au Japon, à la suite d'une série d'émeutes causées par des famines en 1773, le shogunat Tokugawa rétablit la bourse du riz de Dōjima, sous l'égide, la réglementation et l'organisation du gouvernement. Il crée également son propre entrepôt de riz. Le gouvernement se rend compte à ce stade de la puissance économique extrême de la bourse du riz pour soutenir l'ensemble de l'économie nationale, la détermination des taux de change et même la création de la monnaie de papier. Une proportion énorme de transactions monétaires de la nation sont traitées par les marchands particuliers et indépendants de la bourse du riz de Dōjima qui stockent le riz pour la plupart des daimyo, riz qu'ils échangent pour du papier monnaie. La bourse du riz de Dōjima assure alors l'équivalent des « comptes bancaires » pour un grand nombre de samouraïs et de daimyo, ce qui permet de gérer des dépôts, des retraits, des prêts et des paiements d'impôt.

#### La presse régionale suit les céréales après la libéralisation de 1774 et la «guerre des farines»
Sur le conseil de son commis Du Pont de Nemours, Turgot espère que les régions riches en céréales vont pourvoir les déficitaires grâce à la modernisation du réseau des routes royales et une information plus rapide, avec la création de la Régie des diligences et messageries en 1775 : les turgotines, relient Paris à Marseille en huit jours, contre douze en 1760, avec des chevaux au galop, changés régulièrement
. Un édit du 13 septembre 1774, complété par d'autres, créé une liberté du commerce des grains quasi complète à l'intérieur du royaume, assortie d'un projet de l'étendre à l'extérieur du royaume.
Cette première libéralisation du commerce des grains sous l'Ancien Régime est vite discréditée par la mauvaise récolte de l'été 1774. Lors de la soudure du printemps 1775, les réserves de céréales s'épuisent alors que les nouvelles récoltes se font attendre : le prix des grains monte, les plus pauvres ne peuvent plus s'en procurer, ce qui déclenche les émeutes de la guerre des farines, d'avril à mai 1775. L'armée intervient, deux émeutiers (un perruquier de 28 ans et un compagnon gazier de 16 ans) sont condamnés à la pendaison pour l'exemple en place de Grève. Le roi cède aux pressions, renvoie Turgot le 12 mai 1776, après avoir organisé un approvisionnement public et obligé les propriétaires de stocks à vendre à des prix imposés.
Le conseil municipal d'Auriol (Bouches-du-Rhône) décide en 1777 de s’abonner à la Feuille hebdomadaire d’Aix, pour se tenir au courant des prix du blé et du pain aux marchés de la capitale provençale. Le Journal de Provence, édité à partir de 1781 par le journaliste marseillais Ferréol Beaugeard, qui deviendra Le Journal de Marseille en 1792, publie tous les jeudis une « feuille du commerce » avant celle de « Littérature » le samedi. Le début des années 1780 voit, il est vrai, les négociants marseillais comme Antoine-Ignace Anthoine, déjà investi depuis une décennie à Constantinople, s'installer en 1784 dans le petit fort de Kherson, à l'embouchure du Dniestr, sur les riches terres céréalières alors négligées. L'année 1784 est marquée par un pic du prix du blé en France (ajusté de l'inflation) et une cinquantaine de navires venant de la mer Noire arrivent à Marseille entre 1784 et 1787, dont la moitié armés par Anthoine, qui est accusé de privilégier la spéculation sur les blés.

#### L’Irlande nourrit l’Angleterre dans les dernières décennies du siècle
Après 1770 et jusqu'en 1840, les rendements céréaliers anglais ne firent plus de progrès. Les prix du blé restent élevés, et même stratosphériques pendant les guerres napoléoniennes, stimulant l'arrivée de nouveaux pays producteurs, alors que la population anglaise a entre-temps doublé.
L’accroissement démographique important de la seconde moitié du XVIIIe siècle a rapidement transformé l'Angleterre d’exportatrice en importatrice de blé, en particulier après 1770, quand la hausse des rendements ralentit et devient insuffisante. L'Irlande en profite : « Avec les dernières décennies du siècle, la viande salée d’Irlande est concurrencée par les exportations russes via Arkhangelsk et plus encore par les arrivages des colonies du Nouveau Monde. C’est alors que s’amorce un « cycle du blé » en Irlande, qui succède au « cycle du bœuf salé » et se maintiendra jusqu’au « Corn laws » de 1846 », selon Fernand Braudel. Blé, pêches et lin, qui occupent près d’un Irlandais sur quatre, procurent un solde commercial positif d’un million de livres à l’Irlande, soit 20 % de son revenu, et à peu près le montant annuel qu’elle verse aux propriétaires terriens anglais installés avec le système des plantations en Irlande. Le blé sera ensuite chassé par un « cycle du lin » irlandais.

### Années 1780
Le prix constaté du blé évolue en très forte hausse au cours de la décennie en France, selon l'économiste Jean Fourastié, un peu moins si l'on prend en compte l'évolution parallèle du salaire horaire :
| Années                                     | 1780 | 1781 | 1782 | 1783 | 1784 | 1785 | 1786 | 1787 | 1788 | 1789 |
| Prix observé du quintal de blé (en livres) | 16,7 | 17,9 | 20,3 | 20   | 20,4 | 19,7 | 18,7 | 18,8 | 21,4 | 29   |
| Prix réel (ajusté du salaire horaire)      | 176  | 188  | 214  | 211  | 215  | 197  | 187  | 188  | 214  | 276  |

#### L'irrigation permanente du Nil, face à la double demande ottomane et française
En Égypte, la demande de céréales, surtout du riz, par les marchés ottomans et européens, s'accélère au cours de la seconde moitié du XVIIIe siècle, et impose la modernisation des techniques agricoles. L'Égypte expérimente alors une irrigation permanente, indépendante de la crue du Nil, notamment dans le Delta du grand fleuve africain. Le grand historien André Raymond estime qu’environ 15 % des céréales produites en Égypte arrivaient à Marseille dans la seconde partie du siècle, période pendant laquelle la France en manquait cruellement. L’empire ottoman réservait à sa propre consommation l’ensemble de la production égyptienne et considérait ces envois en Europe comme une forme de contrebande.

#### Montée des blés russes et hongrois
La montée des blés russes et hongrois est spectaculaire dans les années 1780 grâce à la mise en valeur de bonnes terres des rives de la mer Noire, très adaptées à la production céréalière. Dans les années 1780, Versailles prend conscience de l’inversion du rapport de forces entre l’Empire ottoman et la Russie dans cette région. En 1782, la Russie exporte du blé pour la première fois, grâce à une augmentation de la production agricole. La Hongrie connait aussi de bonnes années, qui couronnent trois décennies d'expansion céréalière. En 1782, l’exportation du blé hongrois vers Vienne et l’Allemagne est multipliée par cinq depuis 1748, atteignant 100 000 tonnes.
Le 7 septembre 1782, Catherine II autorise les marchandises polonaises sans droits de douane puis le 22 décembre 1784 déclare port franc le petit fort de Kherson, à l'embouchure du Dniestr. Le négociant marseillais Antoine-Ignace Anthoine obtint l'autorisation d'y fonder son propre établissement de négoce la même année. Une cinquantaine de navires arrivent à Marseille venant de la mer Noire entre 1784 et 1787, dont la moitié armés par Anthoine, mais les économies par rapport à la Baltique sont estimées à seulement 12 % par l’intendance de Toulon, alors qu’Anthoine en promettait 37 % mais acquit lui-même en peu de temps une grosse fortune, qu'il expliqua dans son Essai historique sur le commerce et la navigation de la mer Noire, publié à Paris, en 1805. Les français tentent de modifier la structure des exportations polonaises pour les adapter aux besoins du marché français en chanvre et bois de marine. Antoine-Ignace Anthoine en acheta au prince Stanislas Poniatowski, propriétaire de grandes étendues de forêts en Biélorussie et en Ukraine et au prince Joseph Lubomirski, qui fit flotter ses bois le long du Dniepr, mais les fournitures navales destinées à la Marine sont de piètre qualité. Le comte de Ségur, ambassadeur de Louis XVI à Saint-Pétersbourg, à partir de 1785, l'accuse de mettre en avant les taxes comme un alibi et d'être plus intéressé par des spéculations lucratives sur le blé pour son propre compte
Autre frein à l’expansion commerciale française, les Turcs refusent le pavillon français en mer Noire, ce qui n'est finalement accordé qu'en 1802, alors que les Autrichiens obtiennent ce privilège dès 1784. La reprise de la guerre russo-turque à la fin de 1787 ruine les espoirs de conciliation. Un des vaisseaux d’Anthoine est saisi à l’embouchure du Dniepr, un autre séquestré à Constantinople, un troisième échoué sur la côte anatolienne. Anthoine abandonne le comptoir de Kherson à la veille de la Révolution française.

#### Les Mennonites de Dantzig négocient leur implantation en Ukraine

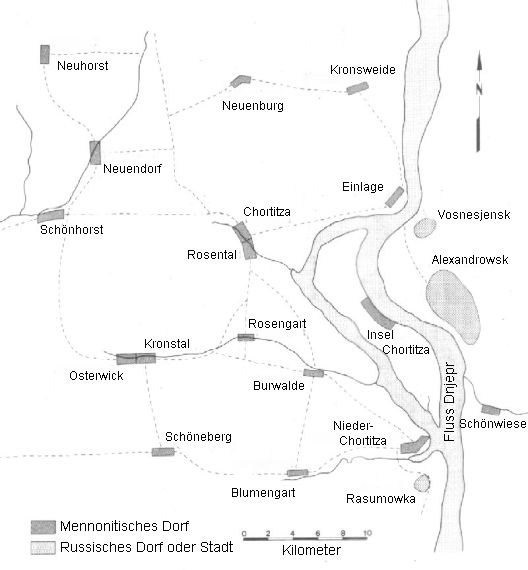
Carte de Khortytsia.

Parallèlement, en Pologne prussienne, l'essor démographique des cultivateurs de céréales Mennonites est fulgurant : entre 1783 et 1787, le nombre des ménages passe de 2 240 à 2 894 et leur population totale à 13 000 personnes, sans compter les assimilés, à Dantzig et à Thorn. En 1786, le prince Grigori Potemkine envoie un émissaire, George von Trappe, chargé d'inviter les habitants de la région de Dantzig à émigrer vers la Russie. Grigori Potemkine a en effet été informé par Von Trappe de leurs succès agricoles dans la région de Dantzig. Les autorités prussiennes refusent de perdre ces compétences et n'accordent de passeports qu'aux plus pauvres, puis autorisent les propriétaires, à condition qu'ils paient un impôt sur la vente de leurs terres. Les Mennonites prennent deux ans pour négocier leur accord : ils demandent qu'une première délégation de 300 familles, menées par Jakob Hoeppner et Johann Bartsch puissent visiter la Russie lors de l'hiver 1786-87. Ils y trouvent le sol fertile et les routes correctes, dans le secteur de la future Kherson, où ils demandent à s'installer à Beryslav, près du fleuve Dniepr. En avril 1787, ils soumettent aux russes une charte en vingt points, exigeant des avantages fiscaux, et respect de leur religion, langue et exemption de service militaire. À l'automne de 1788, 288 familles, soit 1 333 personnes, se rassemblent à Dubrovna sur le Dniepr, où ils passent l'hiver puis vont jusqu'à la vallée de la Khortytsia. Les autorités prussiennes n'accordent des visas qu'aux plus pauvres, qui partent les premiers.
En 1797, 350 autres familles s'établissent dans la région de Khortytsia. L'émigration cesse en 1805 avec les guerres napoleoniennes mais reprend en 1803 et 1809, fondant une colonie plus riche à Taurida, le long de la Molotschna, 100 km au sud de Khortytsia.

#### Flambée des cours du blé en France à partir de 1786
Au cours de la seconde moitié des années 1780 en France, le prix du blé double presque, passant de l'indice 70 à l'indice 150, mais la crise a surtout lieu en 1788-1789. En utilisant les estimations de Labrousse sur l'évolution des salaires et ses données sur les prix nationaux du blé, les résultats français avant la crise de 1788-1789 n'étaient pas plus mauvais que ceux de ses puissants concurrents d'Europe du Nord et meilleurs que ceux de ses voisins méditerranéens, avec une hausse de 47 % par rapport à la moyenne du deuxième quart du siècle (et 23 % à Paris), contre 60 % pour l'Angleterre. Les salaires réels Paris ont globalement surmonté, à moyen terme, le choc terrible de l'inflation des années 1765-1772. La crise a par ailleurs été moins forte à Paris que dans le reste du pays en raison d'une plus lente augmentation du prix du blé.
Un échaudage des blés en mai-juin débouche sur une récolte catastrophique. Puis un orage de grêle d'une force exceptionnelle ravage toutes les campagnes céréalières entre Loire et Rhin le 13 juillet. La sécheresse sévit dans les régions méridionales. Certains auteurs estiment que cette météo a pu encourager la Révolution française.

#### Les whiskey américains de seigle et de maïs
Les premiers pionniers allemands et hollandais de Nouvelle-Angleterre et du Canada commencent à utiliser du seigle pour distiller du whisky à la fin du XVIIIe siècle. Le whisky de seigle est produit ensuite principalement en Pennsylvanie. La prohibition contribue ensuite à la quasi-disparition de ces distilleries. Plusieurs ryes canadiens sont des anciens ryes américains, tel le Gibson's Finest (en), mais des centaines de petits colons distillaient déjà le maïs de manière artisanale, selon l'historien Henry Crowgey.
En 1789, le révérend Elijah Graig (1738-1808), prédicateur baptiste d'origine écossaise, fuit les persécutions religieuses en Virginie, pour la Frontière sauvage, dans le comté de Scott (Kentucky), où il se mit à distiller une variété de whisky à partir du maïs, vanté par une publicité dans le comté de Bourbon (Kentucky) en 1825, où se sont multipliées les distilleries de maïs. Les whiskey de maïs du Kentucky prennent rapidement un « e » pour les distinguer des irlandais, et le nom de la « Bourbon Street » du port de la Nouvelle-Orléans, selon l'historien Michael Veach, par lequel ils sont exportés pour constituer une alternative au cognac de la France, très demandé depuis la seconde partie du XVIIIe siècle. En 1850, les états de la Vallée de l'Ohio consacrent dix millions de boisseaux de maïs au whiskey, autant qu'aux élevages porcins et deux fois plus qu'à l'exportation.

### Années 1790
Le prix constaté du blé évolue en baisse au cours de la décennie en France, selon l'économiste Jean Fourastié, baisse assez prononcée si l'on prend en compte l'évolution parallèle du salaire horaire :
| Années                                     | 1790 | 1791 | 1792 | 1793 | 1794 | 1795 | 1796 | 1797 | 1798 | 1799 |
| Prix observé du quintal de blé (en livres) | 25,8 | 21,5 | 28,4 | 22   | 22   | 25   | 25   | 25,9 | 22,7 | 21,5 |
| Prix réel (ajusté du salaire horaire)      | 246  | 205  | 271  | 208  | 208  | 209  | 209  | 216  | 189  | 179  |

#### La diaspora juive et les contrats avec l'Amérique et le Levant
La diaspora juive du commerce des céréales dans les ports méditerranéens de Livourne, Alexandrie, Marseille, Gênes, Naples et Tunis se charge d'approvisionner la France en céréales après la pénurie de 1789 et les troubles révolutionnaires qui vont suivre. Il n'existait plus alors de relations officielles qu'avec les pays neutres, le Levant, la Suisse, le Danemark, la Suède et les États-Unis. Le traité de commerce franco-russe de 1787, signé un an après le traité Eden-Rayneval avec l'Angleterre, permet de faire appel à la population juive d'Odessa.
Face à l'urgence de se procurer des denrées de première nécessité pour l'armée, l'État aussi passe des contrats d'approvisionnement avec des négociants liés à des affairistes français, comme l'alliance, domiciliée au 63 de rue de la Réunion, du baron d'Allarde, ex-élu aux états généraux, avec James Swan (en), financier de Boston qui a réussi dans les activités commerciales liées la dette des États-Unis à la France après l'Indépendance américaine de 1784. Il fait miroiter au pouvoir révolutionnaire une corne d'abondance, mais repart dans son pays dès 1794. Revenu en France en 1798, il sera emprisonné à Paris pour dette en 1808.
Une « commission du commerce et des approvisionnements », parmi les douze instituées le 1er avril 1794, succède à celle des subsistances, logée à l'hôtel de Brissac, rue de Grenelle et formée d'un secrétariat général et sept agences. Elle lance l'enquêtes statistiques de l'Ancien Régime le 3 décembre 1793 sur les meule à grains, première grande enquête à impact national sur ce thème, alors que des installations récentes comme le moulin à marée de Bordeaux, avec ses 24 paires de meules, peuvent apporter des solutions. L'enquête révèle des disparités régionales importantes, causées par la diversité des grains produits.
Le Comité de salut public sursoit aux lois interdisant l'exportation du numéraire, remplacés par un cours forcé des assignats : les céréales américaines peuvent de nouveau être payées en monnaie. La pénurie des denrées agricoles est bien réelle mais tient plus, hormis lors de la disette de 1794-95, à la paralysie du marché qu'à un véritable défaut de production. Dès le début du Consulat, les subsistances apparaissent comme une des préoccupations majeures du ministre de l’Intérieur Lucien Bonaparte, qui commence par affirmer que la France est « autosuffisante en céréales », malgré « les différences régionales » : « la différence des sols, des climats, de l’exposition, fait que dans tous les temps les départements ont besoin les uns des autres pour s’approvisionner » vu « le peu de succès » de la récolte « dans certaines contrées ordinairement fertiles ». La famine gagne les villes, une crise de fourrages accentuant la disette des autres céréales.
Le directoire du district du Puy, après s'être félicité de la suppression de toutes les entraves à la liberté du commerce, y apporte vite quelques restrictions. Le 12 janvier 1795, le maire écrit que « les cultivateurs ont voulu profiter de la pénurie et n'ont pas craint de demander jusqu'à 200 livres le carton de seigle ». Son prix grimpe de 65 % sur l'année.

#### Chameaux livrant le blé dur du plateau syrien
Le blé dur du Hauran, « grenier » de la Syrie méridionale, dont les transports se font encore à dos de chameaux, recueille l'intérêt des hauts fonctionnaires français en 1790. Le bulletin consulaire note que « l'exportation des céréales du Hauran donne lieu, pendant cinq mois de l'année, à un départ journalier de 5 000 à 7 000 chameaux portant chacun 910 kilos ».
Le plateau du Hauran est depuis l'Antiquité le grand producteur de blé de la Syrie, dans les futurs gouvernorats de Quneitra, As-Suwayda, et Dera. Les sols résultant de la décomposition des basaltes du plateau sont très fertiles et les précipitations suffisantes pour amener cette décomposition, ce qui va permettre le développement normal de la culture du blé et orge par des paysans sédentaires, adonnés à la culture des céréales et agglomérés en villages juchés sur des éminences. Ils échangent leur blé contre les légumes des plaines avoisinantes.

#### Projets égyptiens de la Révolution française
L'expédition d'Égypte (1798-1801) fut étudiée à partir des sources françaises et britanniques, mais les archives ottomanes, conservées en Turquie, en Égypte et en Bulgarie, ont été mobilisées massivement deux siècles plus tard pour écrire « l’autre histoire », vue et vécue par l’Empire ottoman en mettant au centre de la problématique Alexandrie, par Faruk Bilici, professeur des universités à l'Inalco et chercheur au CERLOM, qui a obtenu le prix Jean-Edouard Goby - Institut de France, pour ses travaux sur les rapports entre l'Égypte et l'Empire ottoman
Le plan de Bonaparte d’envahir l’Égypte s'est concrétisé en 1800, mais il a commencé à manifester sérieusement de l’intérêt pour une invasion au cours de l’été 1797 après ses succès en Italie, dans une perspective géopolitique passant par l’Adriatique et la Méditerranée. Venise et Dubrovnik étaient alors les principaux partenaires du port égyptien d’Alexandrie. La France révolutionnaire, désormais établie comme puissance italienne, avait plus d’intérêts que jamais au Levant. Les grands marchands français importateurs s’intéressaient donc à Alexandrie.

#### À la fin du siècle, le maïs donne un coup de fouet à l'élevage en France
À la fin du XVIIIe siècle, la baisse des prix de vente du maïs en France va permettre le développement de l’élevage de volailles de Bresse nourries de pâtée de maïs et de lait. Sous forme de grains, le maïs nourrissait les poules, mais aussi les pigeons. Sous la forme de farine, il était utilisé plutôt pour l’engraissement des porcs et des bovins. La tige et les feuilles de la plante, étaient distribuées en « dessert » aux vaches laitières. Le maïs donne non seulement un coup de fouet à l'élevage, mais il lui permet d'être déployé de manière plus souple et plus intensive, et moins exposée aux aléas climatiques et à l'espace disponible ce qui donne une plus grande sécurité aux écosystèmes agricoles de nombreuses régions françaises.